# Cleonis
Cleonus, Eratus, Geomorus, Ophis, Xerobia
Genre
Synonymes
- Cleonus Schoenherr, 1826
- Eratus Dejean, 1821
- Geomorus Schoenherr, 1823
- Ophis Dejean, 1821
- Xerobia Gistel, 1856

Cleonis est un genre d'insectes coléoptères de la famille des Curculionidae.

## Classification
Le genre Cleonis est créé en 1821 par l'entomologiste français Auguste Dejean (1780-1845),.

### Synonymes
Selon IRMNG en 2023, le nombre de synonymes est de cinq :
- Cleonus Schoenherr, 1826
- Eratus Dejean, 1821
- Geomorus Schoenherr, 1823
- Ophis Dejean, 1821
- Xerobia Gistel, 1856

## Description

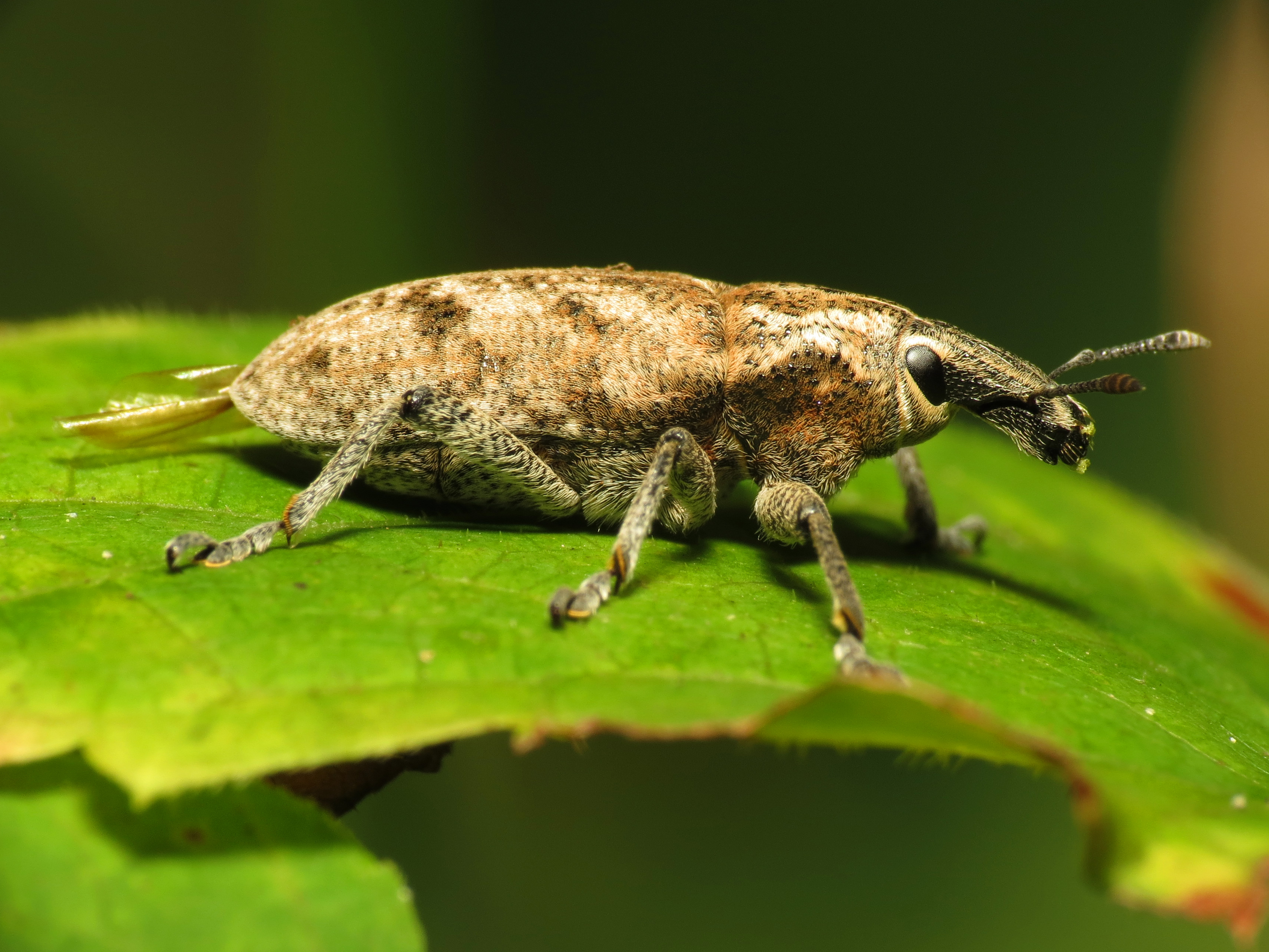
Cleonis pigra.

Cleonis est un genre de charançons cylindriques de la famille des coléoptères Curculionidae. Il y a au moins 123 espèces décrites dans Cleonis,,,.

## Liste d'espèces
- Cleonis albicans Sturm, 1826 c
- Cleonis albida Dejean, 1821 c
- Cleonis albolineata Sturm, 1826 c
- Cleonis albovestita O'Brien & Wibmer, 1982 c
- Cleonis alternans Dejean, 1821 c
- Cleonis arabs Dejean, 1821 c
- Cleonis arctica Dejean, 1821 c
- Cleonis atomaria Dejean, 1821 c
- Cleonis attenuata Dejean, 1821 c
- Cleonis barbara Dejean, 1821 c
- Cleonis bicarinata Fischer, 1830 c
- Cleonis bipunctata Zoubkoff, 1829 c
- Cleonis boucardi O'Brien & Wibmer, 1982 c
- Cleonis brevirostris Dejean, c
- Cleonis bryanti O'Brien & Wibmer, 1982 c
- Cleonis calandroides O'Brien & Wibmer, 1982 c
- Cleonis californica O'Brien & Wibmer, 1982 c
- Cleonis capensis Dejean, c
- Cleonis carinata Zoubkoff, 1829 c
- Cleonis chilensis Blanchard, E. in Gay, 1851 c
- Cleonis cinerea Dejean, 1821 c
- Cleonis clathrata Dejean, 1821 c
- Cleonis complanata Zubkov, 1833 c
- Cleonis corioginosa Zubkov, 1833 c
- Cleonis cristata O'Brien & Wibmer, 1982 c
- Cleonis daurica Steven, c
- Cleonis declivis Sturm, 1826 c
- Cleonis densa O'Brien & Wibmer, 1982 c
- Cleonis dentata O'Brien & Wibmer, 1982 c
- Cleonis denticollis O'Brien & Wibmer, 1982 c
- Cleonis distincta Dejean, 1821 c
- Cleonis ericeti Dejean, 1821 c
- Cleonis excavata Zubkov, 1833 c
- Cleonis excoriata Dejean, 1821 c
- Cleonis farcta O'Brien & Wibmer, 1982 c
- Cleonis fasciata Fischer, 1830 c
- Cleonis faunus Dejean, 1821 c
- Cleonis fossulata Fischer von Waldheim, 1823 c
- Cleonis fossa O'Brien & Wibmer, 1982 c
- Cleonis foveolata Fischer von Waldheim, 1823 c
- Cleonis frontata Fischer von Waldheim, 1823 c
- Cleonis furcata Zubkov, 1833 c
- Cleonis glauca Dejean, 1821 c
- Cleonis globulosa Villa & Villa in Catteneo, 1844 c
- Cleonis grammica Dejean, 1821 c
- Cleonis granosa Zubkov, 1833 c
- Cleonis granulata Fischer, 1823 c
- Cleonis granulosa Mannerheim, 1824 c
- Cleonis hieroglyphica Dejean, c
- Cleonis hololeuca Fischer von Waldheim, 1823 c
- Cleonis humeralis Zoubkoff, 1829 c
- Cleonis hystrix O'Brien & Wibmer, 1982 c
- Cleonis illustris Dejean, 1821 c
- Cleonis imperialis Karelin, 1837 c
- Cleonis infracticornis Sturm, 1826 c
- Cleonis inscripta Dejean, 1821 c
- Cleonis interrupta Zoubkoff, 1829 c
- Cleonis jacobina O'Brien & Wibmer, 1982 c
- Cleonis lateralis Sturm, 1826 c
- Cleonis leucon Sturm, 1826 c
- Cleonis leucophylla Fischer, 1823 c
- Cleonis leucoptera Fischer von Waldheim, 1823 c
- Cleonis livida Dejean, 1821 c
- Cleonis lugens Sturm, 1843 c
- Cleonis lupinus O'Brien & Wibmer, 1982 c
- Cleonis madida Dejean, 1821 c
- Cleonis marginata Fischer von Waldheim, 1823 c
- Cleonis marmorata Dejean, 1821 c
- Cleonis mexicana O'Brien & Wibmer, 1982 c
- Cleonis mixta O'Brien & Wibmer, 1982 c
- Cleonis modesta (Mannerheim, 1843) i c
- Cleonis morbillosa Dejean, 1821 c
- Cleonis myagri Dejean, 1821 c
- Cleonis nebulosa Dejean, 1821 c
- Cleonis obliqua Dejean, 1821 c
- Cleonis obsoleta Sturm, 1826 c
- Cleonis ocularis Dejean, 1821 c
- Cleonis oculata Fischer, 1830 c
- Cleonis ophthalmica Dejean, 1821 c
- Cleonis pacifica Dejean, 1821 c
- Cleonis palmata Dejean, 1821 c
- Cleonis perlata Dejean, 1821 c
- Cleonis pigra (Scopoli, J.A., 1763) c g  (large thistle weevil)
- Cleonis pilosa O'Brien & Wibmer, 1982 c
- Cleonis pleuralis O'Brien & Wibmer, 1982 c
- Cleonis plicata Dejean, 1821 c
- Cleonis plumbea O'Brien & Wibmer, 1982 c
- Cleonis porcata O'Brien & Wibmer, 1982 c
- Cleonis poricollis O'Brien & Wibmer, 1982 c
- Cleonis porosa O'Brien & Wibmer, 1982 c
- Cleonis praepotens O'Brien & Wibmer, 1982 c
- Cleonis pulverulenta Zoubkoff, 1829 c
- Cleonis punctiventris Sturm, 1826 c
- Cleonis quadricarinata Dejean, 1821 c
- Cleonis quadrilineata O'Brien & Wibmer, 1982 c
- Cleonis quadrimaculata Sturm, 1826 c
- Cleonis quadrisulcata Sturm, 1826 c
- Cleonis quadrivittata Zoubkoff, 1829 c
- Cleonis quinquelineata Sturm, 1826 c
- Cleonis raphilinea Sturm, 1826 c
- Cleonis ritablancaensis (Sleeper, 1969) i
- Cleonis rorida Dejean, 1821 c
- Cleonis rudis Klug, c
- Cleonis saginata O'Brien & Wibmer, 1982 c
- Cleonis sardoa Chevrolat, 1869 g
- Cleonis scabrosa Sturm, 1826 c
- Cleonis sexmaculata Zubkov, 1832 c
- Cleonis sisymbrii Dahl, c
- Cleonis sparsa Zubkov, 1833 c
- Cleonis stigma Sturm, 1826 c
- Cleonis striatopunctata Sturm, 1826 c
- Cleonis sulcirostris Dejean, 1821 c
- Cleonis texana O'Brien & Wibmer, 1982 c
- Cleonis tigrina Dejean, 1821 c
- Cleonis tigris Schneider, 1829 c
- Cleonis tricarinata Fischer, 1823 c
- Cleonis vittata Zoubkoff, 1829 c
- Cleonis wickhami O'Brien & Wibmer, 1982 c

Sources : i = ITIS, c = Catalogue of Life, g = GBIF,,

## Espèces fossiles
Selon Paleobiology Database en 2023, deux espèces sont référencées sous le protonyme Cleonus :
- †Cleonus exterraneus S. H. Scudder, 1893[10]
- †Cleonus pygmaeus Oustalet, 1874[11],[9].

### Nomen dubium
L'espèce Cleonus foersteri, nommé deux fois est un nomen dubium :
- †Cleonus foesteri Scudder, 1893 est nomen dubium de la tribu Cleonini (Schonherr, 1826)[12] ;
- †Cleonus foersteri Théobald, 1937 est un nomen dubium de la famille Curculionidae Latreille, 1802[13].

## Galerie

Cleonis pigra, une espèce vivante du genre Cleonis.
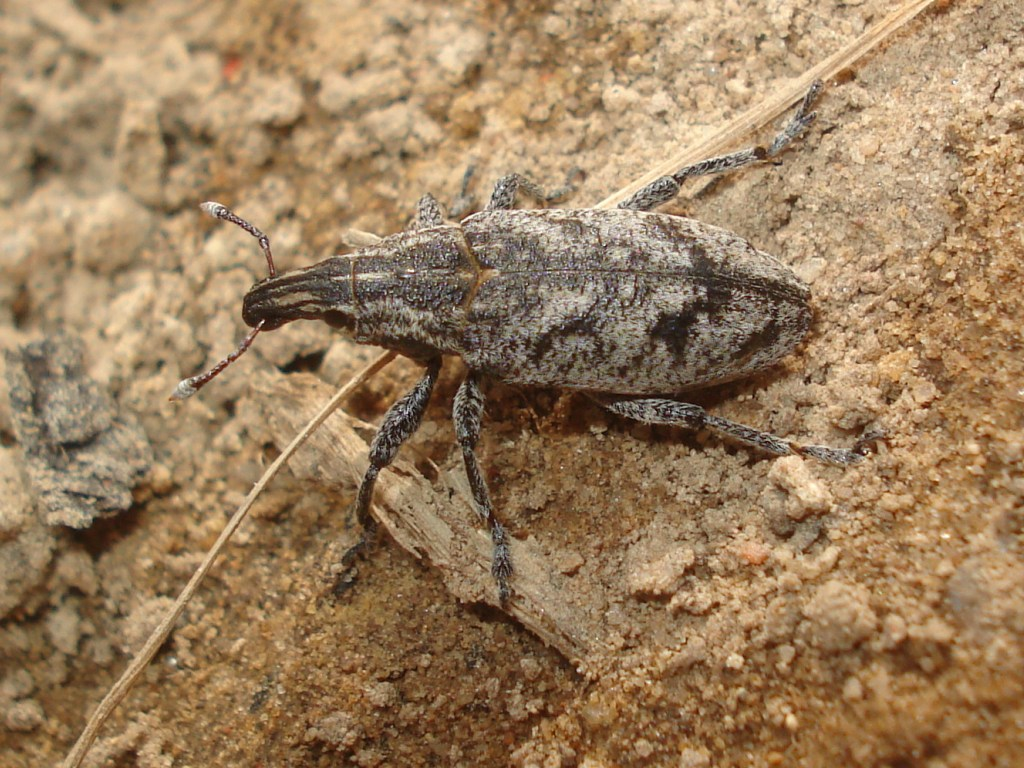
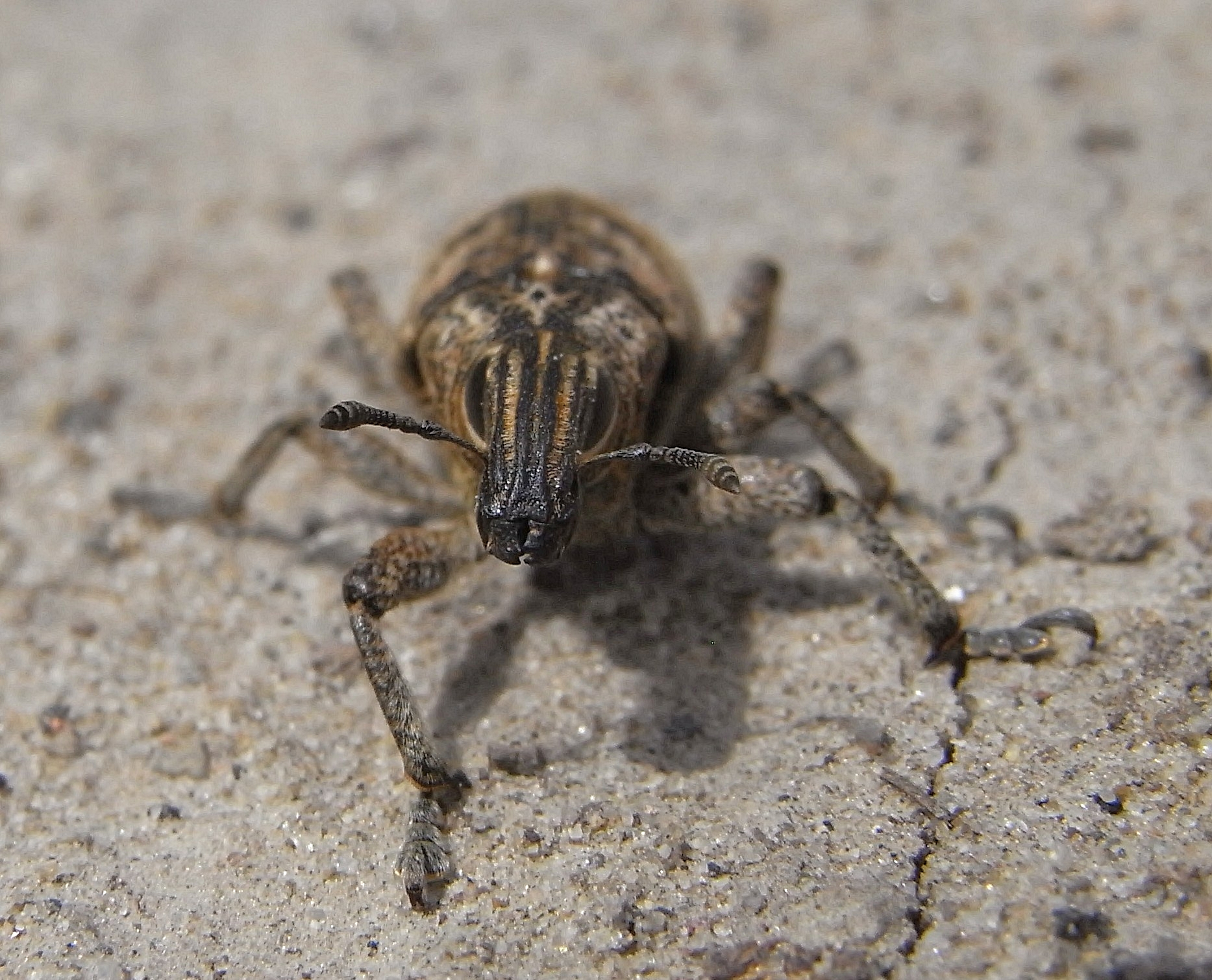
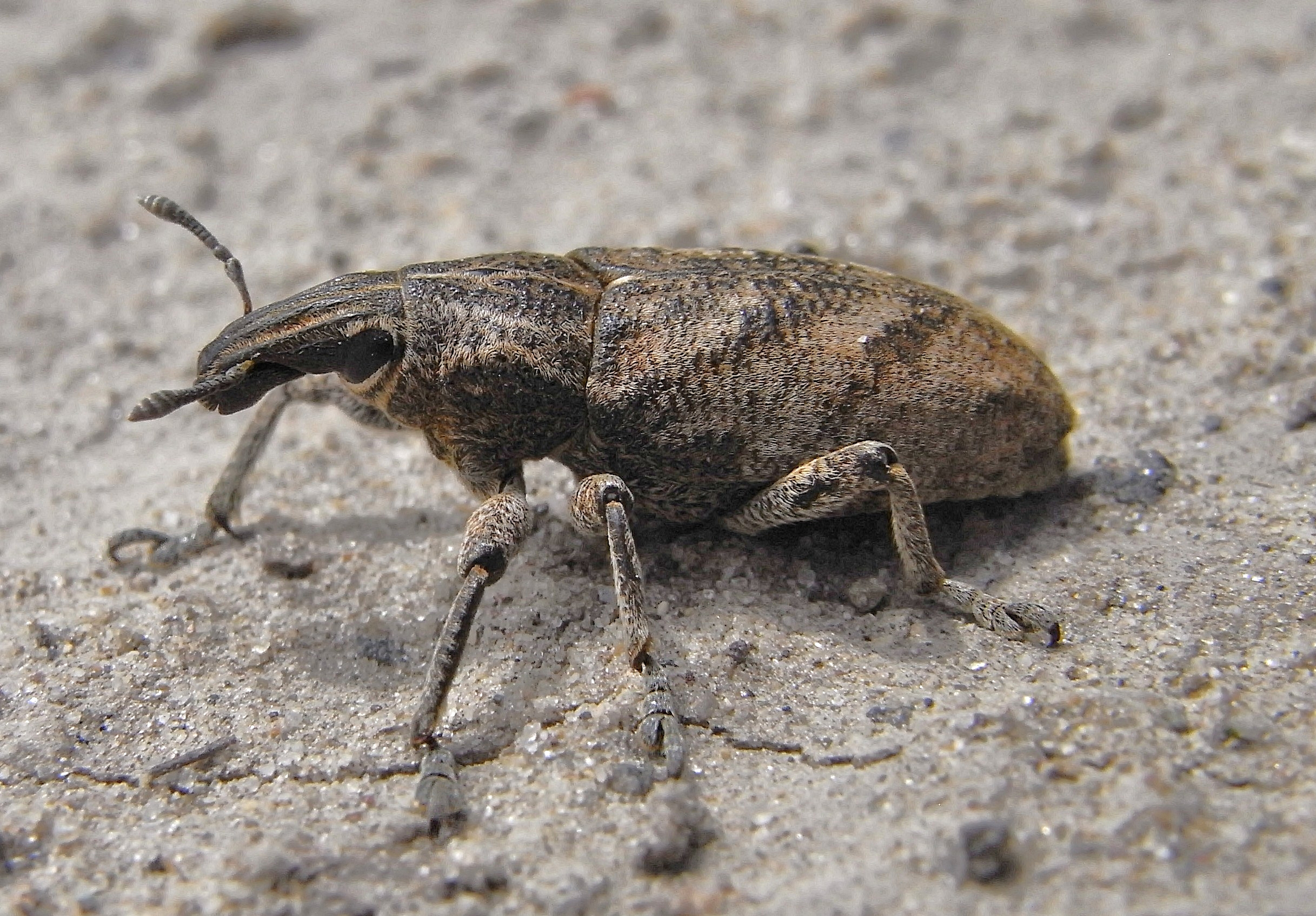
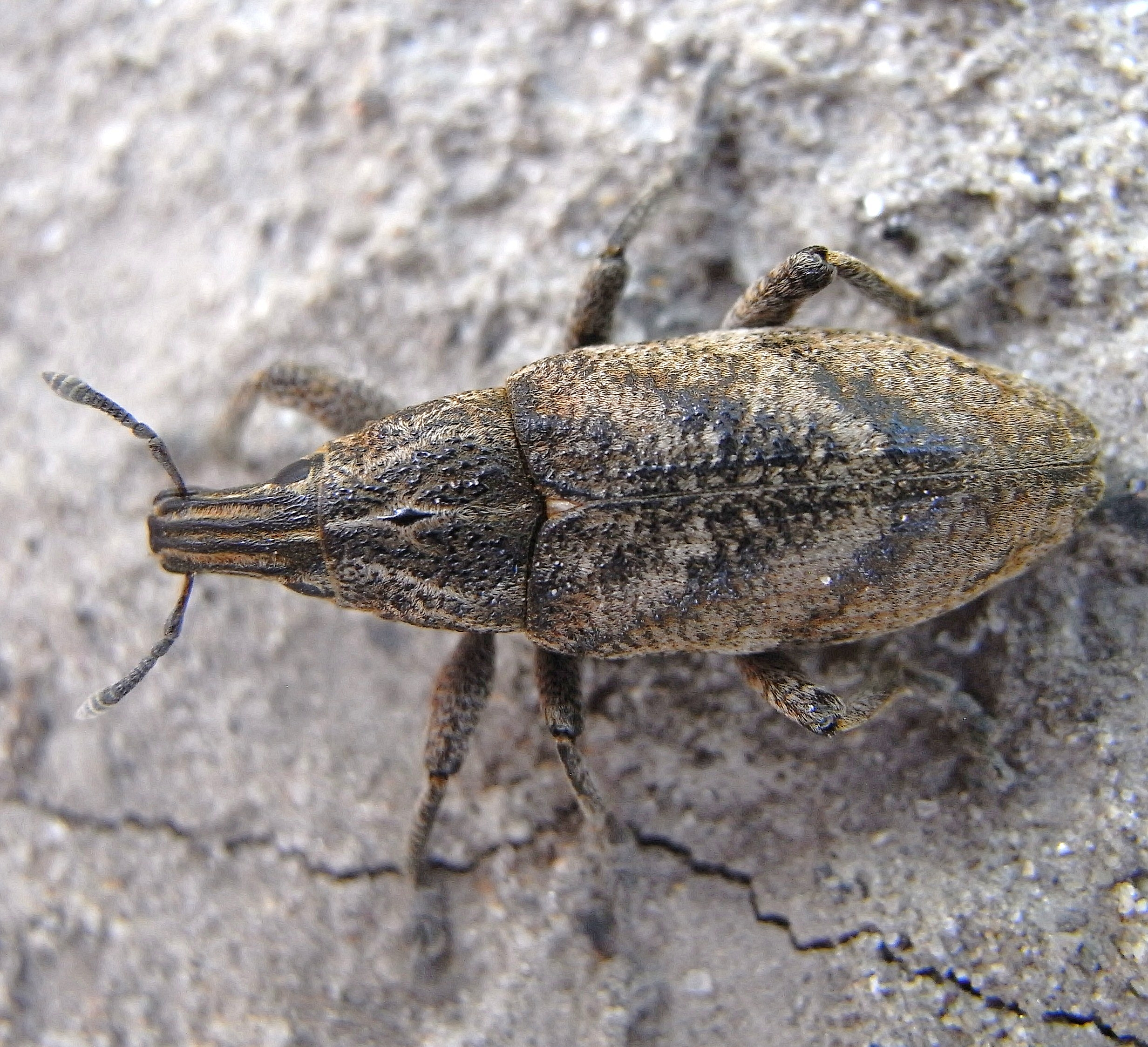
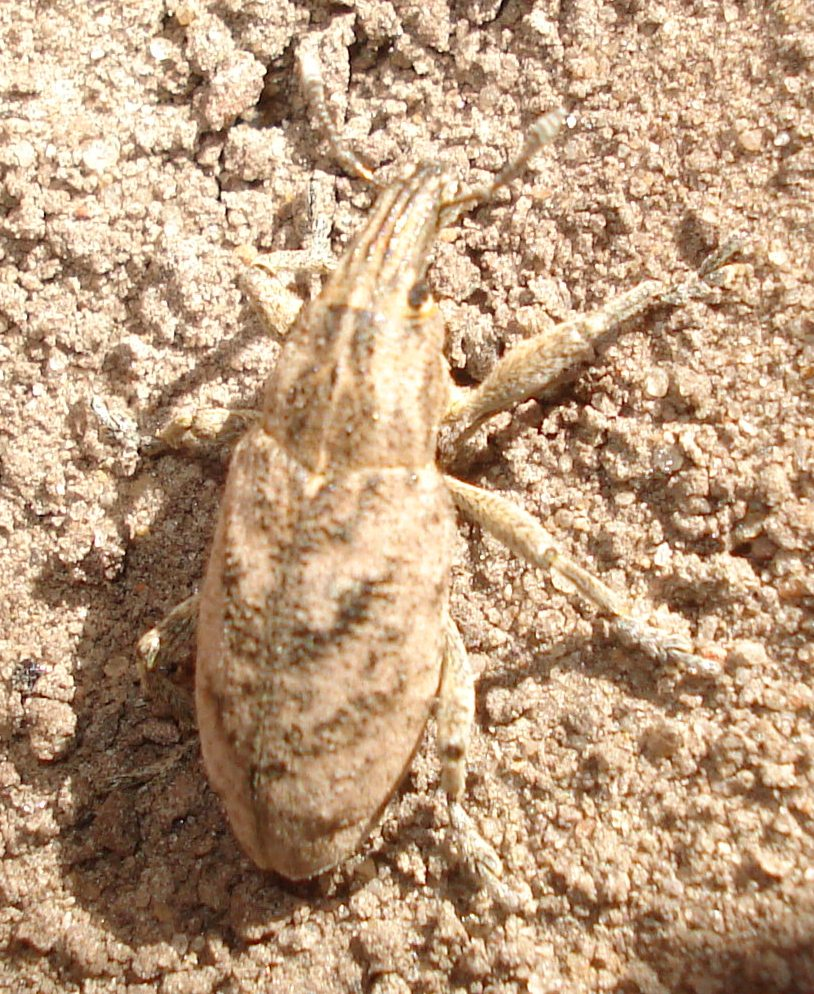
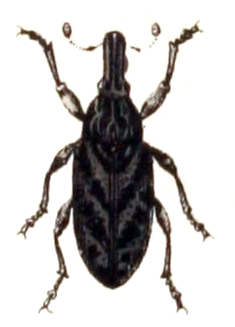

### Publication originale
- Dejean, Pierre F. M. A. 1821. Catalogue de la collection de Coléoptères de M. le Baron Dejean. Crevot, Paris.: i–viii ; 1–136 (lire en ligne)